# Прва лига Камеруна у фудбалу
Прва лига Камеруна у фудбалу, позната и као Прва елитна лига (енгл. Elite One) највећи је степен фудбалских такмичења у Камеруну. Учествују 22 клуба који су подијељени у двије групе по 11, а из обје групе по два првопласирана клуба иду у плеј-оф гдје играју полуфинале и финале за титулу.
Први фудбалски клубови основани су у Дуали послије Првог свјетског рата, а затим су основани клубови у Јаундеу и у областима на југу. Прво територијално првенство одржано је 1933. године, а за титулу су се по систему разигравања борили прваци разних регионалних и градских лига. У сезони 1955/56. по први пут је одржана мини лига за територијалног првака умјесто разигравања. Године 1960. француски дио Камеруна је постао независан, а 1961. ујединио се са енглеским дијелом у јединствену државу. Лига је основана 1960. године, када је француски дио стекао независност, али су одржавана два различита првенства, у француском и енглеском дијелу, а за прваке државе сматрају се клубови из француског дијела земље. Заједно су играли у Купу, а 1972. године формирана је јединствена лига.
У почетку се одржавала у току једне календарске године, а 1969. уведен је систем јесењег и прољећнег дијела, који је трајао до 1988. године. Године 2007. прво је одржана лига од фебруара до октобра, а затим је у децембру почела сезона 2007/08. У сезони 2008/09. Тико јунајтед је постао први клуб из енглеског дијела који је освојио титулу. Након пет сезона, поново се прешло на одржавање у току једне календарске године 2013. Лига је реорганизована 2019. када је подијељена на двије групе по девет клубова и одржана је прелазна лига од фебруара до јуна, након чега је одржана јединствена лига 2019/20. од октобра до марта, али је прекинута због пандемије ковида 19. Сезона 2020/21. је почела у новембру као јединствена лига са 20 клубова, али је због пандемије ковида 19 прекинута послије првог кола. Настављена је у фебруару 2021. године и била је подијељена на двије групе из којих су се по два првопласирана клуба пласирала у плеј-оф. Године 2022. одржана је поново прелазна лига од марта до јуна, након чега је у октобру почела сезона 2022/23. такође подијељена на двије групе.
Првак иде у квалификације за КАФ лигу шампиона, док побједник Купа иде у КАФ Куп конфедерација; у зависности од позиције лиге на петогодишњој ранг листи може да има по два клуба у оба такмичења, уколико је међу првих 12, а у том случају другопласирани иде у Лигу шампиона, а трећепласирани у Куп конфедерација.
Орикс је освојио прво познато првенство, док је Котон спорт рекордер са 17 титула.

## Клубови
У сезони 2022/23. учествују 22 клуба, који су подијељени у двије групе по 11.
| Група А                       | Група А  | Група Б          | Група Б  |
| Клуб                          | Локација | Клуб             | Локација |
| ----------------------------- | -------- | ---------------- | -------- |
| ФК Авион ди Никам             | Дуала    | Апехес академија | Јаунде   |
| Единг спорт                   | Мфу      | Бамбутос         | Мбуда    |
| Игл ројал менуа               | Джанг    | Газеле           | Гаруа    |
| Кено                          | Јаунде   | Драгон           | Јаунде   |
| Коломбо спортиф ди Џа ет лобо | Јаунде   | Јаунде 2         | Јаунде   |
| Котон спорт                   | Гаруа    | Јонг академија   | Беменда  |
| ПВД де Баменда                | Баменда  | Ле астрес        | Дуала    |
| Ренесанс де Нгуму             | Нгуму    | Унион спортив    | Дуала    |
| Стаде ренар де Мелонг         | Мелонг   | Фове азур        | Јаунде   |
| УМС де Лум                    | Нџомбе   | Фови             | Бахам    |
| Џико                          | Банджун  | Фортуна          | Мфу      |

## Прваци
Списак првака
- 1960: Орикс
- 1961: Орикс
- 1962: Калман
- 1963: Орикс
- 1964: Орикс
- 1965: Орикс
- 1966: Дијамант
- 1967: Орикс
- 1968: Калман
- 1969: Унион спортив
- 1969/70: Кено
- 1970/71: Игл ројал менуа
- 1971/72: Леопард
- 1972/73: Леопард
- 1973/74: Кено
- 1974/75: Калман
- 1975/76: Унион спортив
- 1976/77: Кено
- 1977/78: Унион спортив
- 1978/79: Кено
- 1979/80: Кено
- 1981: Тонере
- 1981/82: Кено
- 1982/83: Тонере
- 1983/84: Тонере
- 1984/85: Кено
- 1985/86: Кено
- 1986/87: Тонере
- 1988: Тонере
- 1989: Расинг клуб
- 1990: Унион спортив
- 1991: Кено
- 1992: Расинг клуб
- 1993: Расинг клуб
- 1994: Игл ројал менуа
- 1995: Расинг клуб
- 1996: Униспорт
- 1997: Котон спорт
- 1998: Котон спорт
- 1999: Сабл
- 2000: Фови
- 2001: Котон спорт
- 2002: Кено
- 2003: Котон спорт
- 2004: Котон спорт
- 2005: Котон спорт
- 2006: Котон спорт
- 2007: Котон спорт
- 2007/08: Котон спорт
- 2008/09: Тико јунајтед
- 2009/10: Котон спорт
- 2010/11: Котон спорт
- 2011/12: Унион спортив
- 2013: Котон спорт
- 2014: Котон спорт
- 2015: Котон спорт
- 2016: УМС де Лум
- 2017: Единг спорт]
- 2018: Котон спорт
- 2019: УМС де Лум
- 2019/20: ПВД де Баменда
- 2020/21: Котон спорт
- 2022: Котон спорт

## Успјешност клубова
| Клуб            | Град       | Број титула | Сезоне |
| --------------- | ---------- | ----------- | --- |
| Котон спорт     | Гаруа      | 17          | 1997, 1998, 2001, 2003, 2004, 2005, 2006, 2007, 2007/08, 2009/10, 2010/11, 2013, 2014, 2015, 2018, 2020/21, 2022 |
| Кено            | Јаунде     | 10          | 1969/70, 1973/74, 1976/77, 1978/79, 1979/80, 1981/82, 1984/85, 1985/86, 1991, 2002                               |
| Орикс           | Дуала      | 5           | 1961, 1963, 1964, 1965, 1967                                                                                     |
| Тонере          | Јаунде     | 5           | 1981, 1982/83, 1983/84, 1986/87, 1988                                                                            |
| Унион спортив   | Дуала      | 5           | 1969, 1975/76, 1977/78, 1977/78, 1990                                                                            |
| Расинг клуб     | Бафусам    | 4           | 1989, 1992, 1993, 1995                                                                                           |
| Калман          | Дуала      | 3           | 1962, 1968, 1974/75                                                                                              |
| Игл ројал менуа | Нконгсамба | 2           | 1970/71, 1994 |
| Леопард         | Дуала      | 2           | 1971/72, 1972/73                                                                                                 |
| УМС де Лум      | Улм        | 2           | 2016, 2019 |
| Дијамант        | Јаунде     | 1           | 1966 |
| Униспорт        | Бафанг     | 1           | 1996 |
| Сабл            | Бати       | 1           | 1999 |
| Фови            | Бахам      | 1           | 2000 |
| Тико јунајтед   | Тико       | 1           | 2008/09 |
| Единг спорт     | Мфоу       | 1           | 2017 |
| ПВД де Баменда  | Баменда    | 1           | 2019/20 |

## Најбољи стријелци
| Сезона   | Играч             | Клуб                    | Број голова |
| 2002.    | Ханс Ерик Екунга  | Котон спорт             | 9           |
| 2003.    | Етеле Абаса Жан   | Бамбутос                | 14          |
| 2005.    | Бакари Инои       | Спортска академија Каџи | 20          |
| 2006.    | Франсис Лицинги   | Котон спорт             | 15          |
| 2007/08. | Ајок Ролан Агбор  | Тико јунајтед           | 36          |
| 2008/09. | Дауда Камилу      | Котон спорт             |             |
| 2017.    | Лабама Бокота     | Котон спорт             | 20          |
| 2022.    | Еноу Нкембе Адолф | Фортуна                 | 20          |